# La Calmette
La Calmette är en kommun i departementet Gard i regionen Occitanien i södra Frankrike. Kommunen ligger i kantonen Saint-Chaptes som tillhör arrondissementet Nîmes. År 2022 hade La Calmette 2 572 invånare.

## Befolkningsutveckling
Antalet invånare i kommunen La Calmette
Referens:INSEE